# Dvir Benedek
Dvir Benedek est un acteur israélien, né le 29 décembre 1969 à Kiryat-Yam dans le district de Haïfa.

## Filmographie

### Au cinéma
- 1999 : Zman Avir : Arik
- 2000 : Delta Force One: The Lost Patrol : IPF Jeep 3 Soldier
- 2001 : Mars Turkey : Barguda
- 2001 : Lemon Popsicle 9: The Party Goes On : Helga's husband
- 2001 : A Five Minutes Walk
- 2005 : Good Boys : Pimp
- 2005 : What a Wonderful Place : The Boss
- 2005 : Yomuledet (court métrage) : Shimon
- 2006 : A Wedding Film : Ilan
- 2006 : The Galilee Eskimos : Spielman
- 2007 : Pathways (court métrage)
- 2008 : Antarctica de Yair Hochner : Tzachy
- 2009 : Sumô (A Matter of Size) : Aharon Ben-David
- 2010 : Laharog Dvora (court métrage) : Zturi
- 2010 : Od ani holeh : Bono
- 2011 : 2 Night : Cop
- 2011 : Barbie Blues (court métrage) : Gershon
- 2011 : Yom Nifla (court métrage) : Consular supervisor
- 2012 : The Attack : Raveed
- 2013 : Big Bad Wolves : Tsvika
- 2013 : Sweets
- 2015 : Petite Amie (Barash) : Gidon Barash
- 2015 : Wounded Land d'Erez Tadmor

### À la télévision
- 1999 : Mivtza Savta (téléfilm) : Danny
- 2001 : 1000 Calories (téléfilm) : Chef
- 2002 : Shaul (série télévisée) : Greenshpan
- 2006 : Parashat Ha-Shavua (série télévisée) : House Renter
- 2007 : Tom Avni 24/7 (série télévisée) : Cohen
- 2007 : Nefilim, Ha (série télévisée) : Noah Litani
- 2007 : Quicki (série télévisée) : Arye
- 2009 : Die Seele eines Mörders (téléfilm) : Dani Balilati
- 2010 : Texi Driver (série télévisée) : Elisha Otmazgin
- 2010 : Ha-Misrad (série télévisée) : Avi Meshulam
- 2010 : Atzor mishtara (série télévisée) : Zuba
- 2007-2011 : Ha-Chaim Ze Lo Ha-Kol (série télévisée) : Big Miki
- 2011-2014 : Sabri Maranan (série télévisée) : Shay Rosen